# Dennis Haysbert
Dennis Dexter Haysbert (født 2. juni 1954 i San Mateo, Californien) er en amerikansk film- og tv-skuespiller. Han er kendt for at portrættere baseballspilleren Pedro Cerrano i Major League filmtrilogien, senator (senere præsident) David Palmer i den amerikanske tv-serie 24 timer, og sergent Major Jonas Blane i dramaserieren The Unit, samt sit arbejde i reklamer for Allstate. Han er også kendt for sin autoritative, basstemme.
I 1999 spillede Haysbert en kriminalbetjent i tre forskellige film; The Minus Man (med Owen Wilson i hovedrollen), The Thirteenth Floor og Random Hearts.
Ud over hans skuespil, har Haysbert også lagt stemme til diverse videospil, især som Irving Lambert i Tom Clancy's Splinter Cell og fortælleren i Call of Duty: Finest Hour. Han lagde også stemme til David Palmer i 24: The Game.

## Udvalgt filmografi

### Film
| År   | Titel                             | Rolle                      |
| ---- | --------------------------------- | -------------------------- |
| 1979 | Scoring                           | Lt. Harrigan               |
| 1989 | Major League                      | Pedro Cerrano              |
| 1990 | Navy Seals                        | Graham                     |
| 1992 | Mr. Baseball                      | Max "Hammer" Dubois        |
| 1992 | Love Field                        | Paul Cater                 |
| 1993 | Suture                            | Clay Arlington             |
| 1993 | Alex Haley's Queen                | Davis                      |
| 1994 | Major League II                   | Pedro Cerrano              |
| 1995 | Heat                              | Donald Breedan             |
| 1995 | Waiting to Exhale                 | Kenneth Dawkins            |
| 1996 | Amanda                            | Seven/Sir Jordan           |
| 1997 | Absolute Power                    | Tim Collin                 |
| 1998 | How to Make the Cruelest Month    | Manhattan Parks            |
| 1998 | Major League: Back to the Minors  | Pedro Cerrano              |
| 1999 | The Minus Man                     | Graves                     |
| 1999 | The Thirteenth Floor              | Larry McBain               |
| 1999 | Random Hearts                     | George Beaufort            |
| 2000 | What's Cooking?                   | Ronald Williams            |
| 2000 | Love & Basketball                 | Zeke McCall                |
| 2002 | Far from Heaven                   | Raymond Deagan             |
| 2003 | Sinbad - Legenden fra de syv have | Kale, stemme               |
| 2005 | Jarhead                           | Major Lincoln              |
| 2007 | Goodbye Bafana                    | Nelson Mandela             |
| 2007 | Breach                            | Dean Plesac                |
| 2011 | The Details                       | Lincoln                    |
| 2011 | Kung Fu Panda 2                   | Master Storming Ox, stemme |
| 2012 | LUV                               | Mr. Fish                   |
| 2012 | Vilde Rolf                        | General Hologram, stemme   |
| 2013 | Welcome to the Jungle             | Mr. Crawford               |
| 2014 | Hr. Peabody & Sherman             | Dommer, stemme             |
| 2014 | Life of a King                    | Searcy                     |
| 2014 | Sin City: A Dame to Kill For      | Manute                     |
| 2014 | Sniper: Legacy                    | The Colonel                |